# Юрек Бічан
Єжи (Юрек) Бічан (Бітшан) (пол. Jerzy (Jurek) Bitschan; 29 листопада 1904, Челядзь, Польща — 21 листопада 1918, Львів) — польський харцер (скаут), учасник боїв за Львів 1918 року.
Усупереч волі батьків, долучився до воєнних дій, воював за Львів на боці польських сил («львівських орлят»). Загинув в останній день боїв у місті на полі бою під час перестрілки на Личаківському кладовищі, поранений в обидві ноги вибухом снаряда. Допомогу стікає кров'ю Єжи намагався надати санітар, але ще один осколок артилерійського снаряда потрапив хлопчикові в плече. Шансу врятувати юного героя не було. Похований (на меморіалі львівських «орлят»). Став однією з останніх жертв першого етапу битви за Львів, який уже добігав кінця (бої всередині міста).

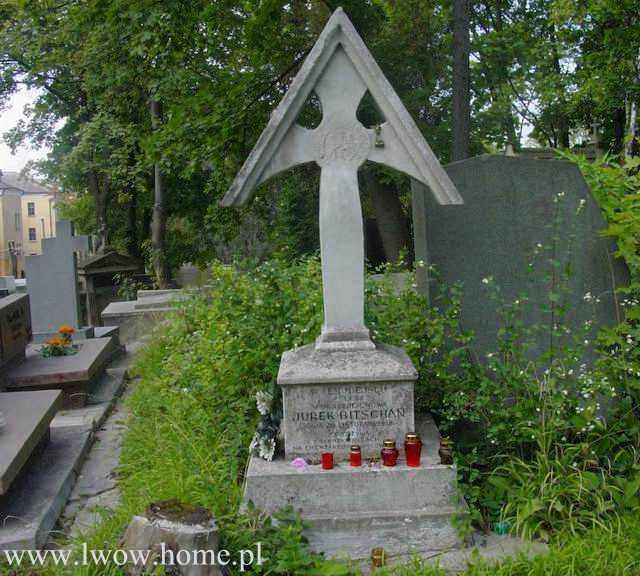
Місце, де загинув Юрек Бічшан

Посмертно відзначений польськими військовими нагородами.
Юнака згодом описували у своїх творах польські письменники, його іменем називалася одна з вулиць Львова (дільниця Богданівка) в 1938—1950 роках (тепер вул. І. Копача). Зараз вулиця Ю. Бічана є в Кракові.